# Jyllingevej Station
Jyllingevej Station er en station på Frederikssundbanen, og er dermed en del af Københavns S-togs-netværk.
Jyllingevej Station var i mange år en af de mere primitivt udførte af S-banens stationer. Stationsbygningen var således blot et træskur; fra starten rødt, men i slutningen af 1970'erne malet sort som en del af DSB's ny overordnede designændring. I 1995 lukkede det manuelt betjente billetsalg, og i 2001 blev den oprindelige stationsbygning nedrevet og erstattet af en ny og mere tidssvarende én af slagsen, som kan ses herunder. Ved samme lejlighed gjordes Jyllingevej Station - som den sidste af S-banens daværende 84 stationer - handicapvenlig, idet der monteredes en elevator inderst inde i stationsbygningen.

## Galleri
- Wikimedia Commons har flere filer relateret til Jyllingevej Station

- Perronen.
- Togviserskilte.
- Stationsbygningen indvendig.
- Sti langs med stationsbygningen til en gangbro over Jyllingevej.
- Gangbro mellem sporene over Jyllingevej.
- Bro over Jyllingevej.

## Antal rejsende
Ifølge Østtællingen var udviklingen i antallet af dagligt afrejsende med S-tog:
| År   | Antal | År   | Antal | År   | Antal | År   | Antal |
| ---- | ----- | ---- | ----- | ---- | ----- | ---- | ----- |
| 1957 | 1.603 | 1974 | 1.283 | 1991 | 923   | 2001 | 819   |
| 1960 | 1.516 | 1975 | 1.102 | 1992 | 899   | 2002 | 772   |
| 1962 | 1.726 | 1977 | 1.078 | 1993 | 913   | 2003 | 702   |
| 1964 | 1.856 | 1979 | 1.289 | 1995 | 923   | 2004 | 648   |
| 1966 | 1.829 | 1981 | 1.491 | 1996 | 953   | 2005 | 645   |
| 1968 | 1.460 | 1984 | 1.422 | 1997 | 936   | 2006 | 569   |
| 1970 | 1.438 | 1987 | 1.211 | 1998 | 968   | 2007 | 535   |
| 1972 | 1.400 | 1990 | 881   | 2000 | 871   | 2008 | 541   |